# Lubaszewo (przystanek kolejowy)
Lubaszewo (biał. Любашава, ros. Любашево) – przystanek kolejowy w miejscowości Lubaszewo, w rejonie hancewickim, w obwodzie brzeskim, na Białorusi. Leży na linii Równe – Baranowicze – Wilno.